# Чиганари (Чебоксарський район)
Чигана́ри (рос. Чиганары, чув. Чаканар) — присілок у складі Чебоксарського району Чувашії, Росія. Входить до складу Ішацького сільського поселення.
Населення — 237 осіб (2010; 224 у 2002).
Національний склад:
- чуваші — 93 %